# Johann Friedrich Anton Dehne
Johann Friedrich Anton Dehne, né le 13 décembre 1787 à Schöningen (principauté de Brunswick-Wolfenbüttel) et mort le 10 avril 1856 à Radebeul (royaume de Saxe), est un pharmacien et naturaliste allemand. Son nom d'auteur en botanique est « Dehne ».